# Decentius

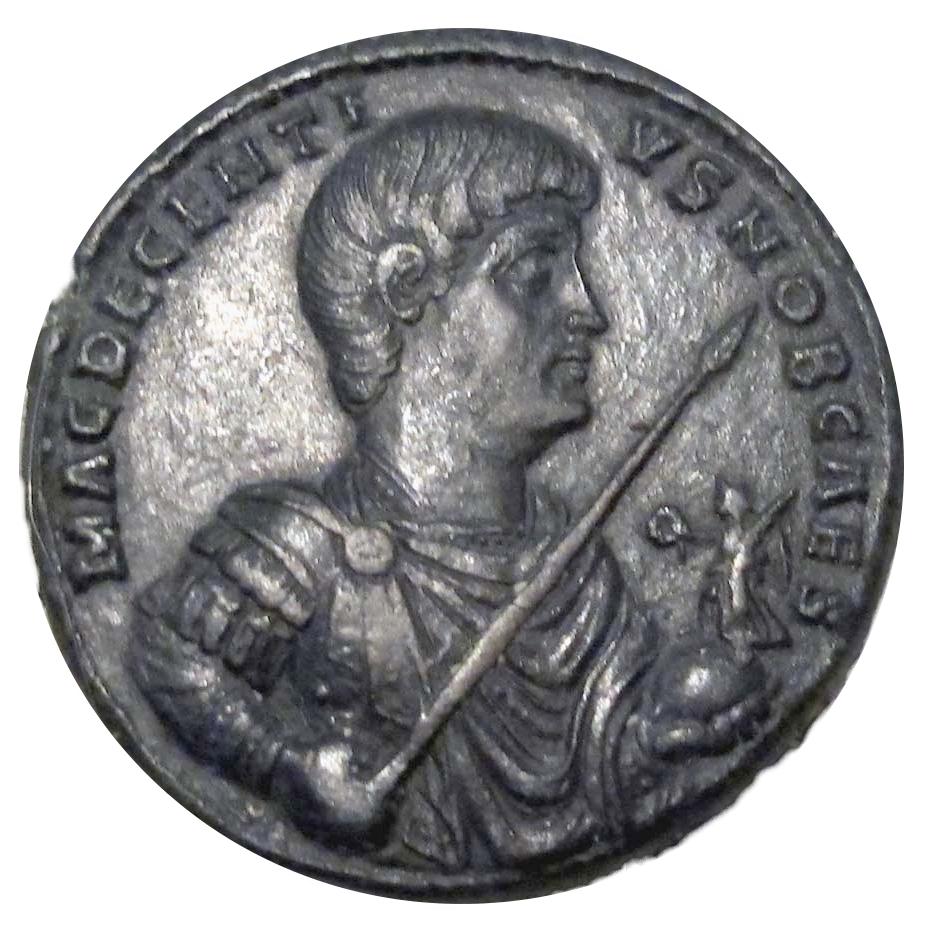
Bronzemedaillon des Decentius

Flavius Magnus Decentius († 18. August 353 in Senonae) war ein römischer Usurpator von 350/351 bis 353.
Decentius war der Bruder des Gegenkaisers Magnentius, der Anfang 350 im Westen den rechtmäßigen Augustus Constans gestürzt hatte. Er wurde im Sommer 350 oder Frühjahr 351 von Magnentius zum Caesar (Unterkaiser) für Gallien ernannt, um die Rheingrenze zu sichern und ihm im Konflikt mit Constantius II. den Rücken freizuhalten. 352 bekleidete Decentius das Konsulat. Decentius bewährte sich jedoch nicht. Er erlitt eine entscheidende Niederlage gegen den Alamannenkönig Chnodomar und konnte so für Magnentius nicht den militärischen Rückhalt schaffen, den dieser nach der am 28. September 351 verloren Schlacht bei Mursa (heute Osijek in Kroatien) benötigt hätte.
Decentius verlor zwischenzeitlich sogar die Kontrolle über die gallische Residenzstadt Trier, wo sich der Rebell Poemenius auf die Seite von Constantius II. schlug. Mit den verbliebenen Truppen wollte Decentius seinem Bruder noch zu Hilfe eilen. Er erhängte sich aber am 18. August in Senonae, als er die Nachricht vom Tode seines Bruders Magnentius erhielt, der am 10. oder 11. August in Lyon ebenfalls Selbstmord in Folge der am 3. Juli 353 verlorenen Schlacht am Mons Seleucus (heute La Bâtie-Montsaléon, Frankreich) begangen hatte.
Großbronzemünzen des Decentius tragen auf der Rückseite, so wie auch bei den Münzen seines Bruders, häufig ein Christogramm.

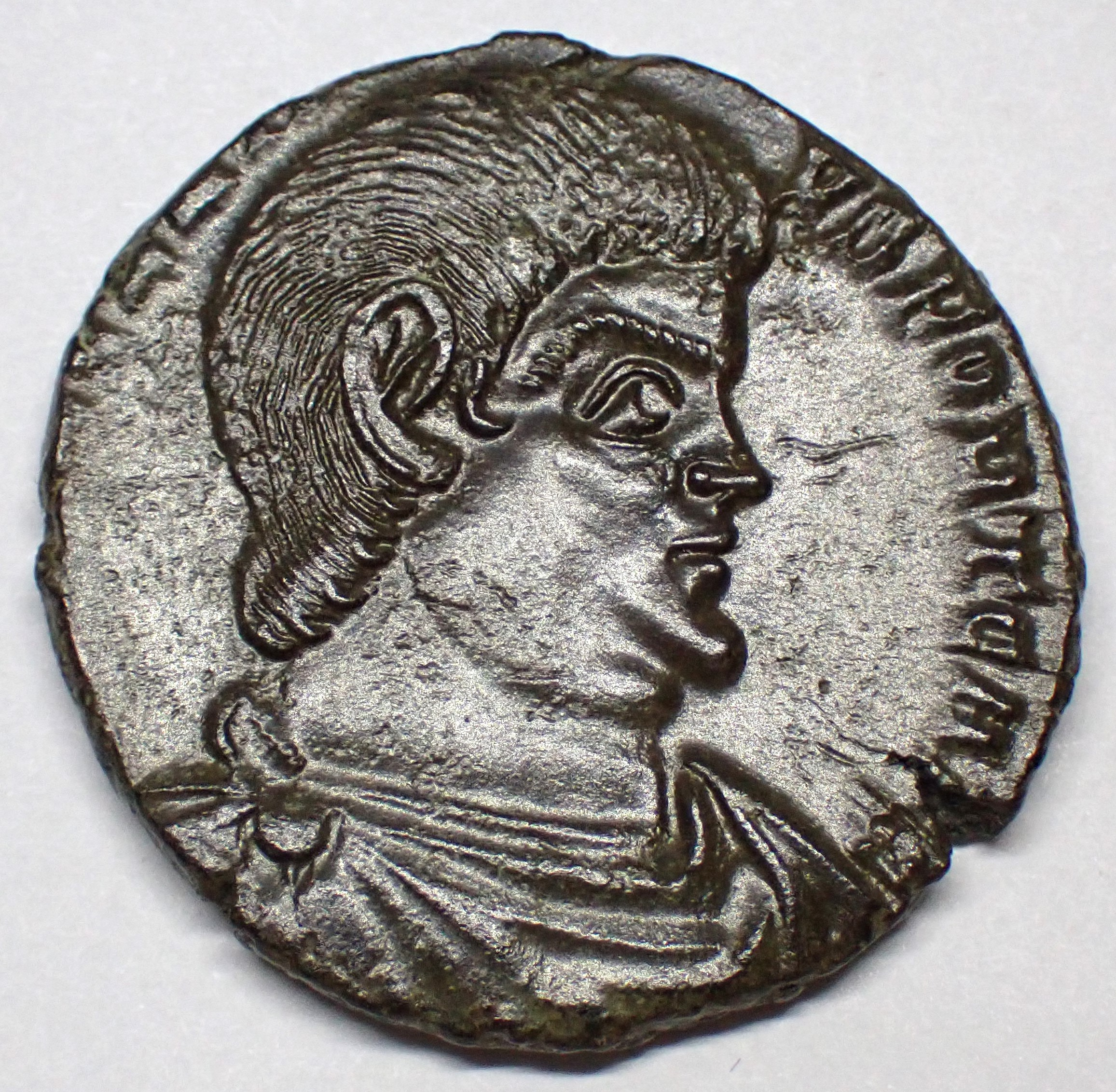
Großbronzemünze des Decentius, Kampmann 149.12

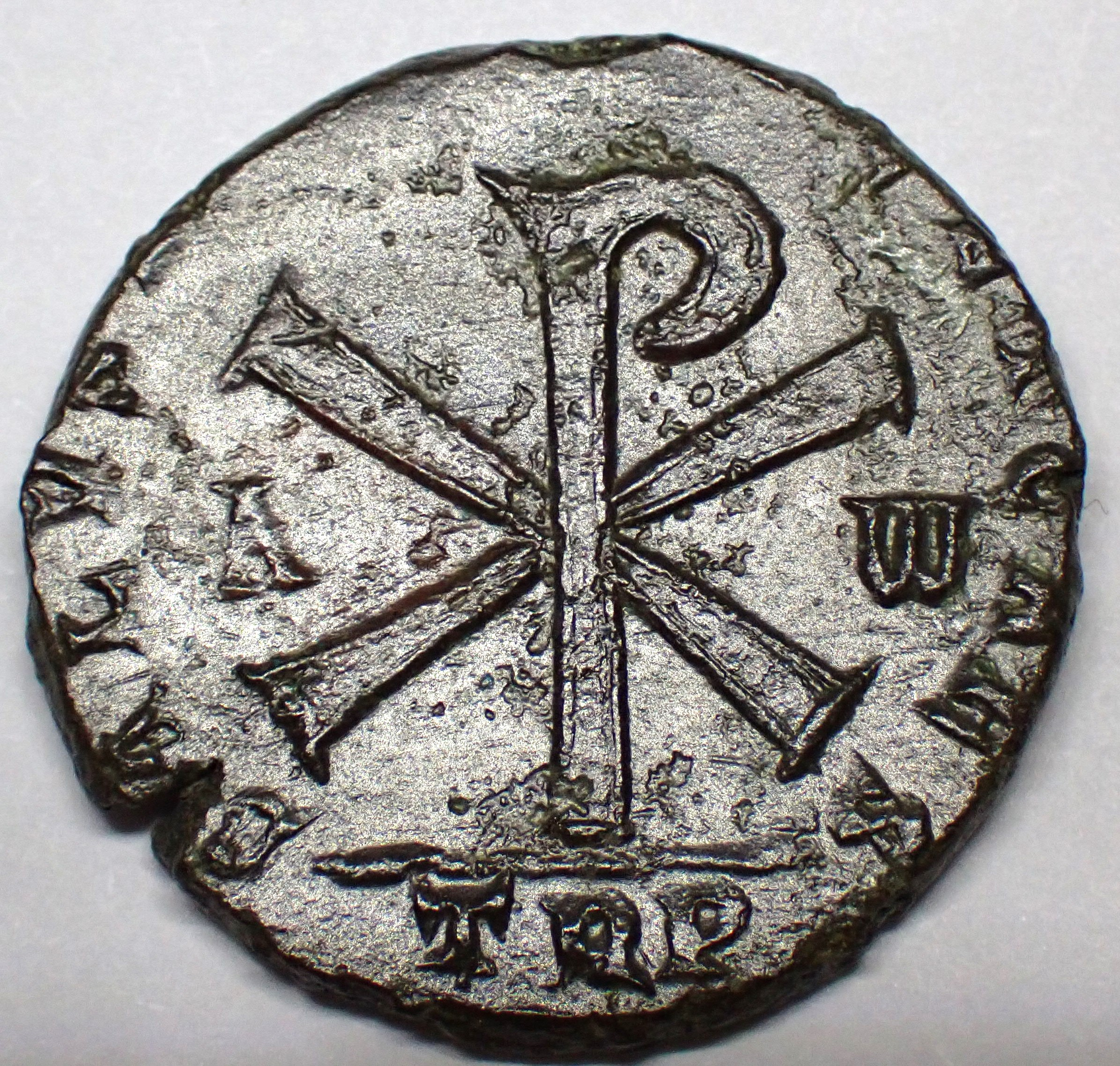
Münze des Decentius mit Christogramm, Kampmann 149.12